# Sân bay Mbigou
Sân bay Mbigou (IATA: FOGG, ICAO: MBC) là một sân bay ở Mbigou, tỉnh Ngounié, Gabon.